# Fertő tavi kerékpárutak
A Fertő tó körüli kerékpárút-hálózat a Fertő körül tesz meg egy egész kört kerékpárutakon és kerékpárbarát utakon. Az útvonal nagyjából 120 km hosszú, a túra teljes hossza a kerékpárosok által választott útvonalváltozatoktól függ. A nyomvonal majdnem az összes Fertő-menti települést érinti, Ausztriában egységesen B10-es jelzéssel, Magyarországon pedig legnagyobbrészt a EuroVelo 13 túraút jelzéseivel van kitáblázva.
A Fertő körüli kultúrtáj az osztrák területtel együtt a világörökség része.

## A kerékpárút által érintett országok
|  |  |  |

|  |  |  |

|  |  |  |

|  |  |  |

|  |  |  |

|  |  |  |

|  |  |  |

|  |  |  |

|  |  |  |

|  |  |  |

|  |  |  |

|  |  |  |

|  |  |  |

|  |  |  |

|  |  |  |

|  |  |  |

|  |  |  |

|  |  |  |

|  |  |  |

|  |  |  |

|  |  |  |

|  |  |  |

|  |  |  |

|  |  |  |

|  |  |  |

|  |  |  |

|  |  |  |

|  |  |  |

- Magyarország (rövidebb rész)
- Ausztria (hosszabb rész)

## Földrajzi helyzete
A Fertő a Kisalföldön, Magyarország északnyugati, Ausztria északkeleti határvidékén található. A kerékpárút a Fertő-menti településeket látogatja meg.

## Állapot
A Nyugat-Dunántúl, illetve Győr-Moson-Sopron vármegye két kiterjedt kerékpáros útvonala közül a Fertő körüli az egyik. A magyar kerékpárútszabvány azonban alaposan eltér a nyugat-európaitól, és az út minősége a magyar oldalon elmarad az osztrák szakaszétól.

## A körtúra szakaszai

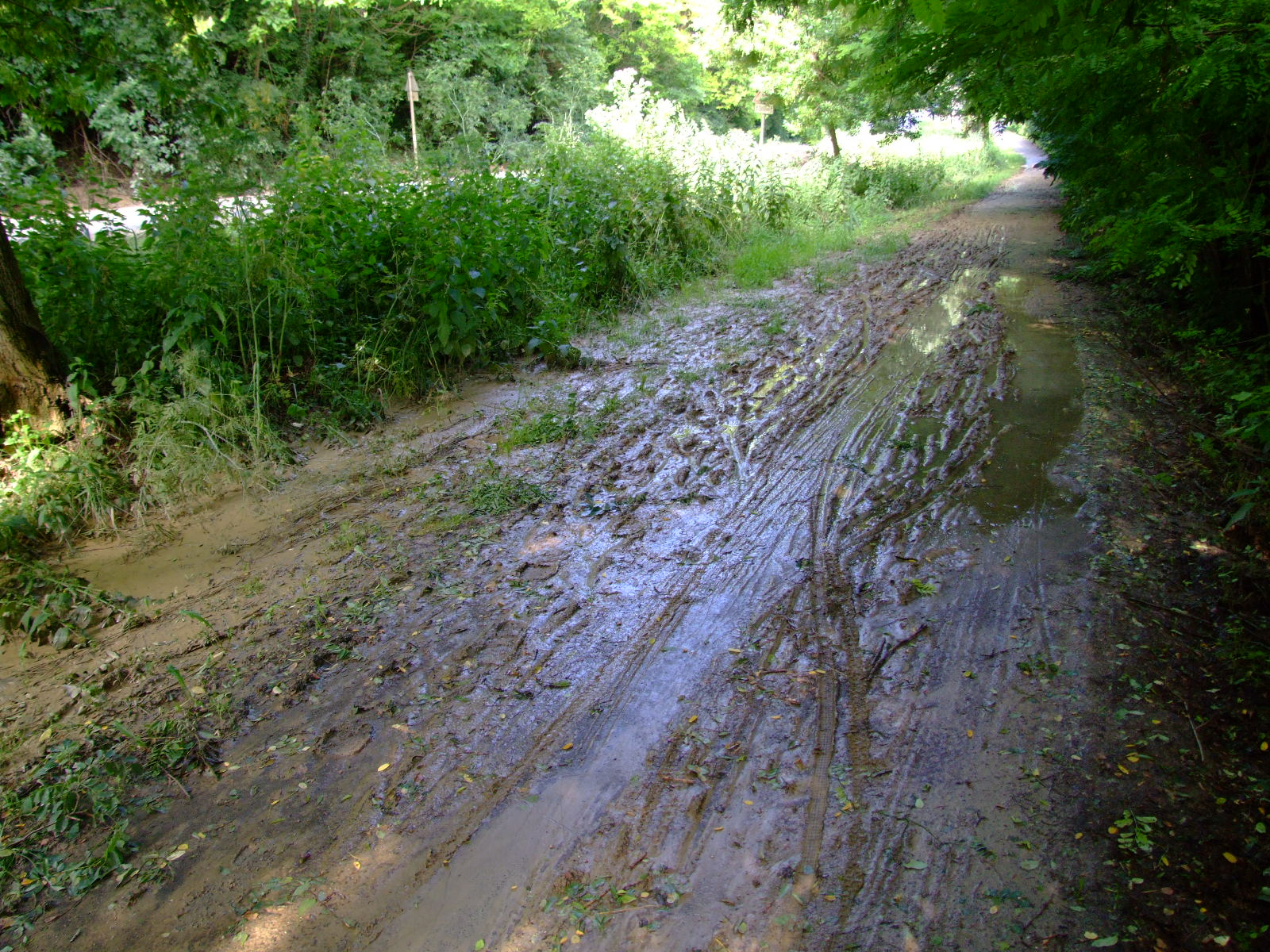
A Fertőboz és Balf közötti szakasz egyes részei gyakran járhatatlanok a sárfelhordás miatt

|  | Bővebben: Fertő tavi kerékpárutak#Kiegészítő szakasz |

|  | Bővebben: Fertő tavi kerékpárutak#Kiegészítő szakasz |

## Kiegészítő szakasz
| Km | Kiindulópont                             | Végpont            | Típus                  | Burkolat                   | Csatlakozás / Megjegyzés                                                     |
| -- | ---------------------------------------- | ------------------ | ---------------------- | -------------------------- | ---------------------------------------------------------------------------- |
|    | Pomogy–Fertőújlak kerékpáros országhatár | Fertőújlak         | szakasz                | kerékpárút                 |                                                                              |
| 4  | Fertőújlak                               | Fertőújlak         | településrész (Sarród) | közút                      |                                                                              |
|    | Fertőújlak                               | Sarród             | szakasz                | alacsony forgalmú országút | Az útvonal a Fertő–Hanság Nemzeti Park védett területei mentén vezet.        |
| 12 | Sarród (Schrollen)                       | Sarród (Schrollen) | község                 | kerékpársáv                | A Fertő–Hanság Nemzeti Park Igazgatóság központja, a Kócsagvár               |
| 13 | Fertőd                                   | Fertőd             | város                  | kerékpársáv                | Esterházy-kastély Fertőszéplak-Fertőd (Nezsider–Fertőszentmiklós-vasútvonal) |

## További lehetőségek a Fertőzugban
A Fertőzugot (németül Seewinkel) két kis körúton járhatjuk be. Az ajánlott útvonal:
| Km | Kiindulópont                  | Végpont                       | Típus     | Burkolat                | Követendő útvonal | Megjegyzés |
| -- | ----------------------------- | ----------------------------- | --------- | ----------------------- | ----------------- | --- |
| 0  | Védeny (Weiden am See)        | Védeny (Weiden am See)        | mezőváros |                         | B10, R1 → B25, R1 | Weiden am See (Nezsider–Fertőszentmiklós-vasútvonal) |
|    | Védeny                        | Gálos                         | szakasz   | mezőgazdasági aszfaltút | B25, R1           | |
| 5  | Gálos (Gols)                  | Gálos (Gols)                  | mezőváros |                         | B25, R1 → B23, R1 | Szent Jakab-plébániatemplom, evangélikus templom, szobor a szőlők megmentőjének (soproni uradalmi intézőnek) Gols (Nezsider–Fertőszentmiklós-vasútvonal) |
|    | Gálos                         | Barátudvar                    | szakasz   | kerékpárút              | B23, R1           | |
| 8  | Barátudvar (Mönchhof)         | Barátudvar (Mönchhof)         | község    |                         | B23, R1 → B23     | Cisztercita kolostor gyógyszállóval, Szent Magdolna-plébániatemplom Mönchhof-Halbturn (Nezsider–Fertőszentmiklós-vasútvonal)                             |
|    | Barátudvar                    | Féltorony                     | szakasz   | mezőgazdasági aszfaltút | B23               | |
| 11 | Féltorony (Halbturn)          | Féltorony (Halbturn)          | község    |                         | B23               | Habsburg-kastély, Szent József-plébániatemplom Mönchhof-Halbturn (Nezsider–Fertőszentmiklós-vasútvonal)                                                  |
|    | Féltorony                     | Boldogasszony                 | szakasz   | kerékpárút              | B23               | |
| 22 | Boldogasszony (Frauenkirchen) | Boldogasszony (Frauenkirchen) | város     |                         | B23               | Frauenkirchen (Nezsider–Fertőszentmiklós-vasútvonal) |

## Külső hivatkozások
- Kerékpárral Burgenlandban (németül)
- Két keréken a Fertő tó körül – Origo, 2009. július 1.